# Secuieni (Harghita)
Secuieni es una comuna ubicada en el distrito de Harghita, Rumania.

## Superficie
Cuenta con una superficie de 39,82 kilómetros cuadrados.

## Demografía
Hasta 2021 la población era de 2707 habitantes, con una densidad de población de 67,98 habitantes por kilómetro cuadrado.